# Заліська сільська рада (Кам'янець-Подільський район)
Залі́ська сільська́ ра́да — адміністративно-територіальна одиниця та орган місцевого самоврядування в Кам'янець-Подільському районі Хмельницької області. Адміністративний центр — село Залісся Перше.

## Загальні відомості
Заліська сільська рада утворена в 1921 році.
- Територія ради: 29,242 км²
- Населення ради: 1 343 особи (станом на 2001 рік)
- Територією ради протікає річка Жванчик

## Населені пункти
Сільській раді були підпорядковані населені пункти:
- с. Залісся Перше
- с. Параївка

## Склад ради
Рада складалася з 16 депутатів та голови.
- Голова ради: Олійник Михайло Васильович
- Секретар ради: Жирова Валентина Миколаївна

### Керівний склад попередніх скликань
| Прізвище, ім'я, по батькові | Основні відомості                                                                                                | Дата обрання | Дата звільнення |
| --------------------------- | --- | ------------ | --------------- |
| Олійник Михайло Васильович  | Сільський голова, 1963 року народження, освіта середня спеціальна, член Всеукраїнського об'єднання «Батьківщина» | 26.03.2006   | 31.10.2010      |
| Олійник Михайло Васильович  | Сільський голова, 1963 року народження, освіта середня спеціальна, безпартійний                                  | 31.10.2010   |                 |

Примітка: таблиця складена за даними сайту Верховної Ради України

### Депутати
За результатами місцевих виборів 2010 року депутатами ради стали:

#### За суб'єктами висування
| Суб'єкт висування | Кількість обраних депутатів | %    |
| ----------------- | --------------------------- | ---- |
| Самовисування     | 8                           | 50   |
| Народна партія    | 7                           | 43,8 |
| Партія регіонів   | 1                           | 6,3  |

#### За округами
| № округу        | Прізвище, ім'я, по батькові        | Дата визнання обраним | Освіта             | Партійна приналежність | Відомості про обраного депутата                   |
| --------------- | ---------------------------------- | --------------------- | ------------------ | ---------------------- | ------------------------------------------------- |
| Народна Партія  |                                    |                       |                    |                        |                                                   |
| 2               | Пирогівський Олександр Миколайович | 03.11.2010            | середня            | член Партії регіонів   | Заліська загальноосвітня школа І-ІІІ ст., завгосп |
| 4               | Крушельницький Микола Антонович    | 03.11.2010            | середня            | позапартійний          | ВАТ «Модуль», охоронець                           |
| 7               | Подолян Олександр Миколайович      | 03.11.2010            | середня спеціальна | член Народної партії   | ДП «Лісгосп», лісник                              |
| 9               | Тарасюк Петро Петрович             | 03.11.2010            | середня            | член Народної партії   | Кадиєвецьке лісництво, лісник                     |
| 11              | Левицький Анатолій Олександрович   | 03.11.2010            | середня            | член Народної партії   | тимчасово не працює                               |
| 12              | Зайцев Микола Степанович           | 03.11.2010            | вища               | член Народної партії   | тимчасово не працює                               |
| 13              | Балковий Олександр Вікторович      | 03.11.2010            | вища               | позапартійний          | автозаправна станція, оператор                    |
| Партія регіонів |                                    |                       |                    |                        |                                                   |
| 6               | Жирова Валентина Миколаївна        | 03.11.2010            | середня спеціальна | член Партії регіонів   | Заліська сільська рада, секретар                  |
| Самовисування   |                                    |                       |                    |                        |                                                   |
| 1               | Козловський Василь Васильович      | 03.11.2010            | вища               | позапартійний          | тимчасово не працює                               |
| 3               | Шупарський Олександр Антонович     | 03.11.2010            | середня            | позапартійний          | Заліська загальноосвітня школа І-ІІІ ст., кочегар |
| 5               | Чорний Віталій Миколайович         | 03.11.2010            | середня            | позапартійний          | тимчасово не працює                               |
| 8               | Пирогівський Микола Васильович     | 03.11.2010            | середня            | позапартійний          | приватний підприємець                             |
| 10              | Корогода Анатолій Іванович         | 03.11.2010            | середня спеціальна | член Єдиного Центру    | ПП Агрофірма «Відродження», головний агроном      |
| 14              | Гасюк Евеліна Іванівна             | 03.11.2010            | середня спеціальна | позапартійна           | приватний підприємець                             |
| 15              | Скирський Василь Григорович        | 03.11.2010            | середня спеціальна | позапартійний          | АК 2004 м. Волочиськ                              |
| 16              | Левицький Анатолій Васильович      | 03.11.2010            | середня спеціальна | позапартійний          | тимчасово не працює                               |